# Niphargobates lefkodemonaki
Niphargobates lefkodemonaki là một loài giáp xác trong họ Niphargidae. Chúng là loại đặc hữu của Hy Lạp.